# Den sista båten
Den sista båten är en svensk dokumentärfilm från 1983 i regi av Torgny Schunnesson och Jean Hermanson.
Filmen skildrar nedläggningen av Öresundsvarvet i Landskrona och hade premiär den 17 december 1983 på biografen Maxim i Landskrona. Filmen fick motta ett pris vid en filmfestival i Leipzig 1984.

### Fotnoter
1. 1 2  ”Den sista båten”. Svensk Filmdatabas. http://sfi.se/sv/svensk-filmdatabas/Item/?itemid=16488&type=MOVIE&iv=Basic&ref=/templates/SwedishFilmSearchResult.aspx?id%3d1225%26epslanguage%3dsv%26searchword%3dden+sista+b%C3%A5ten%26type%3dMovieTitle%26match%3dBegin%26page%3d1%26prom%3dFalse. Läst 16 maj 2013.